# Зулейха Сеїдмамедова
Зулейха Мирхабіб кизи Сеїдмамедова (азерб. Züleyxa Mirhəbib qızı Seyidməmmədova; 22 березня 1919–1999) — радянський льотчик-винищувач, капітан, штурман 586-го винищувального авіаційного полку, сформованого Мариною Расковою, інструктор з парашутного спорту, міністр соціального забезпечення Азербайджанської РСР. Перша військова льотчиця-азербайджанка.

## Біографія

### Початок кар'єри
Зулейха Сеїдмамедова народилася 22 березня 1919 року в Баку. У школі вона навчалася разом зі своєю матір'ю. Навчаючись у школі, Зулейха захоплювалася авіаційним спортом.
Після закінчення школи вступила до Азербайджанського індустріального інституту. Навесні 1934 року вона вступає до Бакинського аероклубу і вже в жовтні стає пілотом аероклубу. Так Зулейха стала першою дівчиною-азербайджанкою, яка стала льотчиком й інструктором з парашутного спорту. У серпні 1935 року за результатами Першого Всесоюзного зльоту парашутистів у Москві їй була присвоєна кваліфікація інструктор-парашутист.
21 січня 1936 року в Кремлі на честь 15-річчя встановлення радянської влади в Азербайджані відбувся урочистий прийом, де комсомолці Зулейхі Сеїдмамедовій був вручений орден «Знак Пошани». У 1936 році вона стає інструктором-льотчиком Бакинського аероклубу. У 1938 році Зулейха закінчила Азербайджанський індустріальний інститут і здобула спеціальність інженера-геолога. У серпні 1938 року подає документи на вступ до Військово-повітряної академію імені професора М. Є. Жуковського. Її допускають на іспит у вигляді особливого винятку. Склавши успішно іспити, вона була прийнята на штурманський факультет. У грудні 1939 року Зулейха Сеїдмамедова стає депутатом Московської міської ради. 23 лютого 1940 року їй присвоєно звання молодшого лейтенанта.

### Німецько-радянська війна
У травні 1941 року закінчує академію і отримує призначення на посаду штурмана ескадрильї навчального авіаполку академії. Після початку німецько-радянської війни, її авіаполк було переформовано у бойовий і включено до системи ППО міста Москви. Наприкінці 1941 року її призначили штурманом тільки що створеного 586-го жіночого винищувального авіаполку. У його складі Зулейха брала участь в повітряних боях у Сталінградській битві, а також у битві на Курській дузі, у Корсунь-Шевченківській операції. Була нагороджена орденом Великої Вітчизняної війни 2-го ступеня.
За весь час війни Зулейха Сеїдмамедова своїм літаком-винищувачем Як-9 здійснила понад 500 бойових вильотів і провела понад 40 повітряних боїв. Закінчення війни Зулейха зустріла в Бухаресті вже на посаді заступника командира 586-го жіночого винищувального авіаполку.

### Повоєнні роки
Після війни, демобілізувавшись з армії, Зулейха Сеїдмамедова повернувся до Баку, де працювала спочатку інструктором Бакинського міського комітету партії. У вересні 1946 року була обрана секретарем ЦК ВЛКСМ Азербайджану і працювала на цій посаді до 1951 року. Була обрана депутатом Верховної Ради Азербайджанської РСР в 1947 році. З 1951 року до 1974 року — міністр соціального забезпечення Азербайджанської РСР. Працювала також на посаді заступника голови президії Азербайджанського товариства дружби і культурних зв'язків із зарубіжними країнами.
За видатні досягнення у праці і особливо плідну громадську діяльність Указом Президії Верховної Ради СРСР Зулейха Мир-Габіб гизи Сеїдмамедова була нагороджена орденом Леніна.
Зулейха Сеїдмамедова померла в Баку в 1999 році.

## Нагороди
Нагороджена Зулейха Сеїдмамедова сімома орденами і кількома медалями:
- Орден Леніна
- Два ордена Трудового Червоного Прапора
- Два ордена «Знак Пошани»
- Орден Червоної Зірки
- Орден Вітчизняної війни 2-й ступеня

## Пам'ять
- Фільм «Зулейха» (кіно-трилогія «Небесні брати» Назима Рза Ісрафілоглу)
- Фільм Göylər Sonsuz Bir Dənizdir. II Film. Züleyxa (1995)